# Ostryopsis
Ostryopsis é um género botânico pertencente à família Betulaceae.

## Espécies
Ostryopsis davidiana

Ostryopsis nobilis